# وسیولویارسک
وسیولویارسک (به لاتین: Vesyoloyarsk) یک منطقهٔ مسکونی در روسیه است که در سرزمین آلتای واقع شده‌است.